# Bitra
Bitra (em malaiala:  ബിത്ര), também conhecida como Bitrā Par, é uma ilha e um atol do território das Laquedivas, na Índia. O censo de 2001 contou 264 pessoas residentes na ilha.